# Büren (Patrizierfamilie)

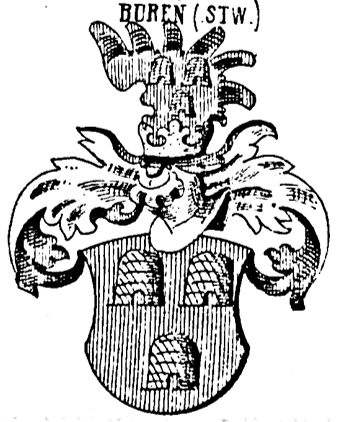
Stammwappen derer von Büren

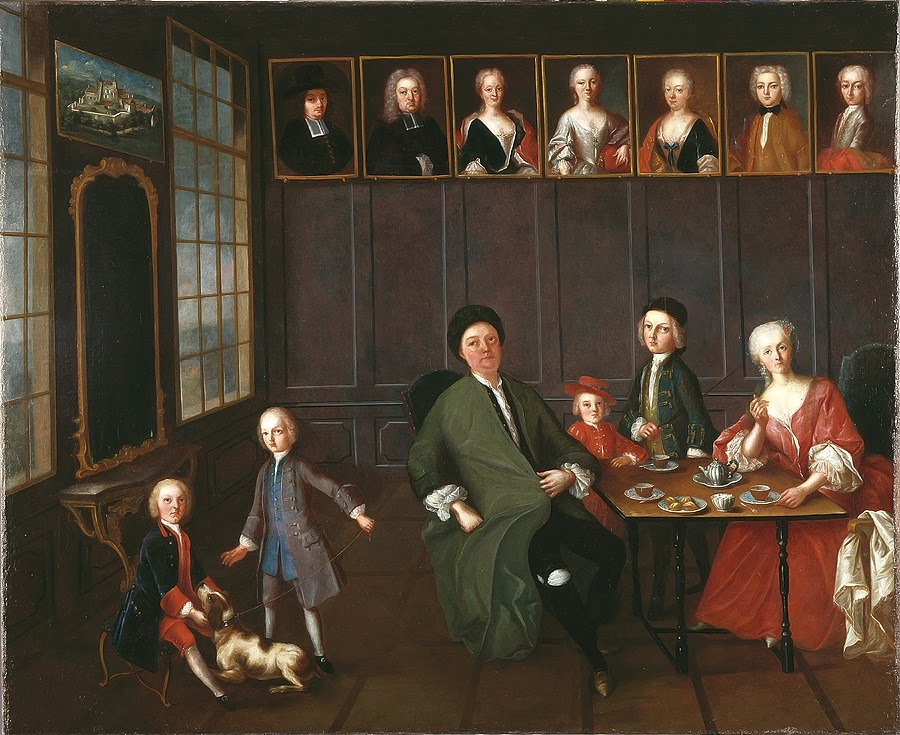
Karl Viktor von Büren und seine Familie, Bildnis von Johann Sautter (1745).

Die Familie von Büren ist eine Berner Patrizierfamilie, die seit dem 14. Jahrhundert das Burgerrecht der Stadt Bern besitzt.
Ruf (Rudolf) von Büren erhielt vor 1326 in Bern das Burgerrecht. Die von Büren besassen zeitweise Herrschaftsrechte in Mörisried, Münsingen, Ligerz und Signau. Peter von Büren, Mitglied des Grossen Rats ab 1448, gelangte durch die Ehe mit Christiana von Seftigen an die Hälfte der Herrschaft Seftigen, die bis 1798 im Besitz der Familie blieb. David von Büren fügte 1675 durch Heirat die Herrschaft Vaumarcus bei. Der Familie wurde von Preußen am 7. Januar 1747 der Freiherrenstand (Freiherr von Vaumarcus bzw. Büren, Baron de Vau) anerkannt. Albert verkaufte 1831 die Besitzung den Fürsten von Neuenburg.

## Personen
- David von Büren (1614–1659), Herr zu Seftigen, Freiherr zu Vaumarcus, des Grossen Rats, Landvogt zu Oron
- Ludwig von Büren (1735–1806), Generalmajor, des Grossen Rats, Landvogt zu Lausanne
- Otto von Büren (1822–1888), Stadtpräsident von Bern 1864–1887

## Wappen
Die Blasonierung der Familienwappen lautet wie folgt:
- Stammwappen: In Rot drei (2:1) Bienenstöcke. Auf dem gekrönten Helm ein roter Flug wie der Schild. Die Helmdecken sind rot-silbern. (Kneschke gibt abweichend goldene Bienenkörbe an.[4])
- Freiherrenwappen: Der Schild wie beim Stammwappen, nur silbern-bordiert. Zu dem Stammhelm ein zweiter Helm, der einen mit silbernen Straußenfedern besteckten, hohen, roten Hut trägt.

Weitere Wappendarstellungen:

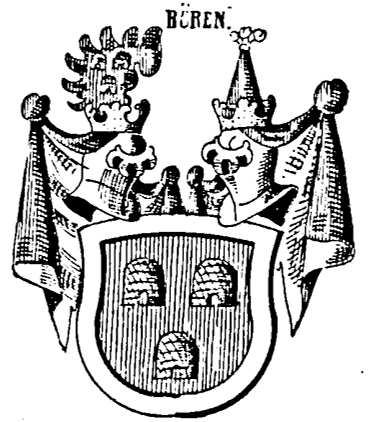
Freiherrenwappen derer von Büren
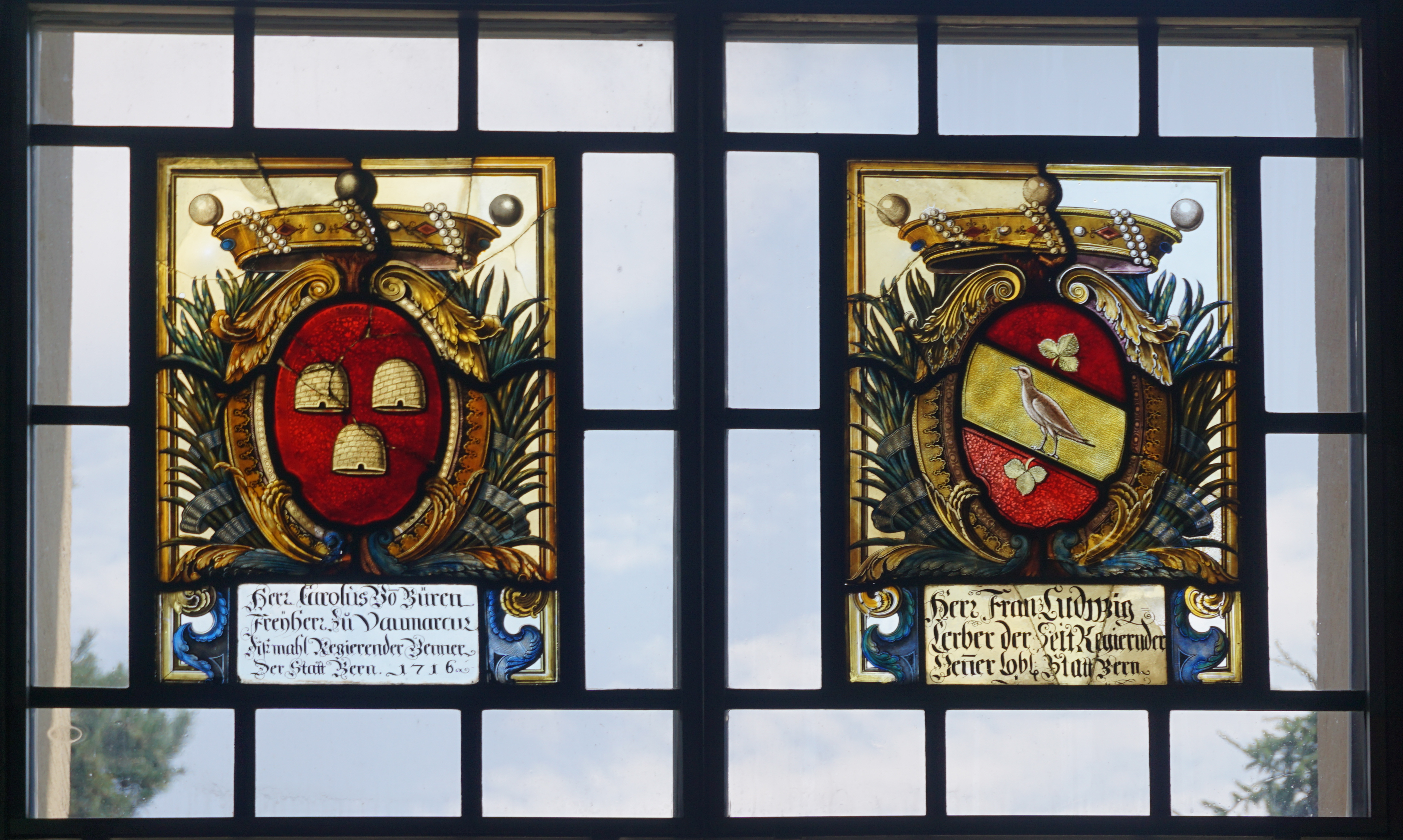
Wappen des Carl von Büren in der Kirche von Seedorf bei Aarberg

## Archive
- Familienarchiv von Büren, Burgerbibliothek Bern, FA von Büren